# Belegungsgrad
Der Belegungsgrad ist eine betriebswirtschaftliche Kennzahl, die in verschiedenen Wirtschaftszweigen den Auslastungsgrad einer Facility wiedergibt.

## Allgemeines
Der Belegungsgrad ist allgemein die Anzahl von Personen oder Frachtgut pro Flächeneinheit. Eine hohe Anzahl bedeutet einen hohen Belegungsgrad und umgekehrt.
Im Rahmen des Ertragsmanagements spielt der Belegungsgrad insbesondere bei Eisenbahnunternehmen, Fluggesellschaften, in der Gastronomie, Hotellerie sowie bei Krankenhäusern eine wesentliche Rolle. Hierbei handelt es sich um Betriebsformen des Dienstleistungssektors, die kurzfristig nicht steigerbare Kapazitäten (Sitzplätze, Betten, Frachtraum) aufweisen und deshalb auf die optimale Dimensionierung ihrer Kapazitäten angewiesen sind. Nur Eisenbahn, Flugverkehr und öffentlicher Personennahverkehr können ihre Kapazitäten durch zusätzlichen Einsatz weiterer Transportmittel (Verdichtung des Taktfahrplans) kurzfristig erhöhen oder ermäßigen. Die in Gebäuden untergebrachten Kapazitäten (Gastronomie, Hotellerie und Krankenhäuser) können dagegen kurzfristig ihre Kapazitäten nicht erhöhen.

## Eisenbahnunternehmen
Der Belegungsgrad ist bei der Eisenbahn der Grad der zeitlichen Auslastung eines Fahrwegabschnittes durch Sperrzeiten. Aus der mittleren Mindestzugfolgezeit kann unmittelbar die mögliche Belastung für unterschiedliche Belegungsgrade bestimmt werden.
Die Richtlinie Fahrwegkapazität der Deutschen Bahn definiert den Belegungsgrad als „[z]eitliche[n] Anteil, an dem ein Fahrwegabschnitt oder Netzelement durch Zugtrassen oder Zuglagen innerhalb des Untersuchungszeitraumes oder Auswertezeitraumes belegt ist (im Sinne einer betrieblichen Beanspruchung), d. h. für weitere Züge nicht nutzbar ist.“ Sie unterscheidet nach dem Einzelbelegungsgrad, der sich auf einen Fahrwegabschnitt (Blockabschnitt, Fahrstraße, Fahrstraßenteil) bezieht, und dem verketteten Belegungsgrad, der sich auf ein Netzelement, das aus mehreren frei zu meldenden Fahrwegabschnitten besteht, die bei einer Zugfahrt nacheinander betrieblich beansprucht werden, beispielsweise auf einer Strecke. Der verkettete Belegungsgrad ergibt sich aus der Summe alle Mindestzugfolgezeiten für den Auswerteraum (z. B. Strecken, Überholungsabschnitte), bezogen auf den Auswerteraum.
Wird der Belegungsgrad nur für einzelne Blockabschnitte ermittelt, so ist zu beachten, dass die freien Zeitlücken nicht immer für Zugfahrten zur Verfügung stehen. Folgt beispielsweise auf einen schnellen ein langsamer Zug, so wird die Zeitlücke zwischen beiden Zügen immer größer, ohne dass dort ein Zug fahren könnte. Die Abhängigkeit der Zugfahrten untereinander nennt man Verkettung. Den Belegungsgrad unter Berücksichtigung dieser Abhängigkeit nennt man den verketteten Belegungsgrad. Der verkettete Belegungsgrad wird in der Regel zwischen zwei Bahnhöfen angegeben, in denen die Reihenfolge der Züge getauscht werden kann (Überholungen) oder in denen Zug-Kreuzungen stattfinden können (bei eingleisigen Strecken). Eine andere praktizierte Abgrenzung findet anhand derzeitiger Betriebsprogramme statt. So können Abschnittsgrenzen dort liegen, wo sich die Mischung oder die Anzahl der Züge maßgebend ändert, also wo bereits heute Züge enden, beginnen, kreuzen oder überholen. Anhand des verketteten Belegungsgrades kann abgeschätzt werden, ob Bahnanlagen überlastet sind. Wird die gesamte Betriebszeit betrachtet, so sollte er nicht wesentlich über 0,5 liegen. In der Spitzenstunde sollte 0,8 nicht überschritten werden.
Der Kehrwert des Belegungsgrades ist der Pufferzeitgrad, der den Anteil der ungenutzten Kapazität (Puffer) beschreibt. Ein hoher Pufferzeitgrad suggeriert, dass noch weitere Züge eingelegt werden können. Diese Aussage ist jedoch nicht allgemeingültig. Weitere Züge können nur eingelegt werden, wenn die Zeitlücken so dimensioniert sind, dass kein anderer Zug behindert wird und der neue Zug auch in den benachbarten Abschnitten passende Zeitlücken vorfindet. Eine Aussage zur freien Kapazität lässt sich also erst nach weiteren Fahrplanstudien treffen.

## Fluggesellschaften
In Verkehrsflugzeugen steht nur eine begrenzte Anzahl von Sitzplätzen (Passagierluftfahrt) oder Frachtraum (Luftfracht) zur Verfügung. Der Belegungsgrad wird hier Sitzladefaktor ({\displaystyle SLF}) bzw. Nutzladefaktor genannt. Zur Berechnung des Sitzladefaktors wird die transportierte Anzahl von Passagieren (englisch passenger kilometers transported, {\displaystyle PKT}) und die angebotene Zahl der Sitzplätze (englisch passenger kilometers offered, {\displaystyle PKO}) gegenübergestellt:
{\displaystyle SLF={\dfrac {PKT}{PKO}}\cdot 100\,\%}.
Der Nutzladefaktor {\displaystyle NLF} ergibt sich aus dem Verhältnis zwischen den verkauften Tonnenkilometern ({\displaystyle TKT}) zu den angebotenen  ({\displaystyle TKO}):
{\displaystyle {\text{NLF}}={\frac {\text{TKT}}{\text{TKO}}}\cdot 100\,\%}.
Je nach Niveau der Fixkosten einer Airline wird bei beiden Kennzahlen die Gewinnschwelle bei einem Ladefaktor von etwa 60 % bis 70 % erreicht. Die durch die Auslastung gedeckten Fixkosten heißen Nutzkosten, nicht besetzte Sitzplätze oder ungenutzter Frachtraum führen zu Leerkosten.

## Gastronomie
Die Gastronomie spricht eher von Kapazitätsauslastung. Sie betrifft insbesondere die Gasträume (Sitzplätze) und die Küche. Die Kapazität der Küche ist im Regelfall geringer als sie für die Sitzplatzzahl der Gasträume sein müsste. Kommt es zu mehr gleichzeitigen Bestellungen als die Küche bewältigen kann, wird im Regelfall nach dem First In – First Out-Rangfolgeprinzip vorgegangen, so dass sich die Wartezeit des Gastes durch diesen Engpass erhöht.
Gemessen wird die Auslastung {\displaystyle A} durch die vorhandenen Sitzplätze {\displaystyle Sv} und die Anzahl der besetzten Sitzplätze {\displaystyle Sb}:
{\displaystyle A={\frac {\text{Sb}}{\text{Sv}}}\cdot 100\,\%}.
Die höchste Kapazitätsauslastung gibt es saisonunabhängig bei Mahlzeiten (Frühstück, Mittagessen, Abendessen). Um die Auslastung für dazwischen liegende Zeiten zu verbessern, gibt es die Möglichkeit der Happy Hour.

## Hotellerie
In der Hotellerie ist der Belegungsgrad {\displaystyle B} (englisch occupancy) eine Messzahl zur Bestimmung des Anteils von belegten Hotelzimmern {\displaystyle Zb} an den gesamten vorhandenen Zimmern {\displaystyle Zv}:
{\displaystyle B={\frac {\text{Zb}}{\text{Zv}}}\cdot 100\,\%}.
Bei der Preiskalkulation wird ermittelt, welcher Belegungsgrad notwendig ist, um bei einem gegebenen Zimmerpreis Kostendeckung (Gewinnschwelle) durch den Revenue per available room zu erreichen. Viele Hotels sind Saisonbetriebe (insbesondere in den Urlaubsregionen) mit großen Saisonschwankungen zwischen Hauptsaison und Nebensaison. Durch zeitliche Preisdifferenzierung können Hotels und andere Saisonbetriebe versuchen, in nachfragschwachen Zeiten durch Rabatte zusätzliche Nachfrage zwecks Verbesserung des Belegungsgrades zu generieren. In Deutschland liegt der durchschnittliche Belegungsgrad um die 40 % (2000: 37,6 %, 2010: 32,7, 2019: 39,2 %).

## Krankenhäuser
Der Belegungsgrad (Bettenbelegung) ist im Gesundheitswesen eine Messzahl zur Bestimmung des Anteils von mit Patienten belegten Betten an den gesamten, planmäßig aufgestellten Betten in einem Krankenhaus, einer Station oder Fachabteilung. Er bildet eine wichtige Zielgröße des Krankenhausmanagements (Belegungsmanagement), weil über ihn der Umsatzerlös gekoppelt ist. Geminderter Erlös kann bei belegungsunabhängigem Personalbestand eine Personalfreisetzung erforderlich machen, was in einer Überlastungssituation zu Qualitätsmängeln führen kann (Behandlungsfehler).
Die Unternehmensberatung ZEQ AG legte 2010 ein Konzept zur belegungsabhängigen Personalsteuerung in Krankenhäusern vor. Ist demzufolge die Belegungsrate hoch, kommt es unter Umständen zur Unterbesetzung beim Personal, wenn die Personalkapazität an einer durchschnittlichen Belegung orientiert ist. Die Unterbesetzung führt zu Belastungsspitzen, die zu Behandlungsmängeln führen können. Andererseits soll die (nicht nur temporäre) Überbesetzung durch Personal vermieden werden.
Während der Corona-Pandemie ab April 2020 wurde die Kapazitätsgrenze von Intensivstationen in vielen Staaten erreicht und als Überlastung des Gesundheitssystems zum Gegenstand öffentlicher Diskussionen. Dort, wo es zur Belastungsgrenze kam, musste unter Umständen das Organisationsmittel der Triage zu einer Priorisierung medizinischer Leistungen eingesetzt werden.

## Wirtschaftliche Aspekte
Die Wirtschaftszweige, in denen der Belegungsgrad eine wichtige Rolle spielt, sind von hoher Personalintensität gekennzeichnet. Deshalb nehmen hier die Personalkosten den höchsten Anteil an den Gesamtkosten oder Umsatzerlösen ein. Um die Gewinnschwelle zu erreichen, ist meist ein hoher, über 60 % liegender Belegungsgrad erforderlich. Der optimale Belegungsgrad wird bei knapp 100 % liegen (Vollbelegung), Unterbelegung besteht häufig bei < 70 %.